# Maurice Graham
Maurice Graham (ur. 20 grudnia 1931 w Blayney, zm. 10 grudnia 2015 w Canberze) – australijski rugbysta, reprezentant Nowej Zelandii, następnie trener i działacz sportowy.
Podczas kariery sportowej związany był z Gordon RFC, w latach 1950–1954 regularnie powoływany był do zespołu NSW Country, a także raz zagrał w stanowej reprezentacji Nowej Południowej Walii.
W 1953 roku został powołany do juniorskiej reprezentacji Australii. W maju 1960 roku, gdy nowozelandzka reprezentacja rozgrywała serię spotkań w Australii, z uwagi na kontuzje Graham uzupełnił jej skład w meczu przeciwko Queensland. Był to jego jedyny mecz w barwach All Blacks.
Z zawodu był nauczycielem, nie stracił jednak kontaktu ze sportem, był bowiem trenerem i selekcjonerem, w latach 1974–1975 menedżerem kadry Australian Schoolboys, a także działaczem Australian Schools Rugby Union oraz jego stanowego odpowiednika.